# 심혁
심혁(본명: 김광웅, 1962년 ~ )은 대한민국의 가수이다.

## 수상
- 전국 연극 경연대회 대통령상, 우수 연기상

## 데뷔
- 2007년 정규 앨범 '사랑은 제로 / 잊었나요'

## 음반
- 2008년 쿨한 인생
- 2007년 사랑은 제로 / 잊었나요
- 2007년 김광웅(사랑은 제로 / 잊었나요)

## 과거 진행 프로그램
- 심혁의 스타 토크쇼